# Club Balomano Atlético Guardés
Maillots
Dernière mise à jour : 26 octobre 2021.

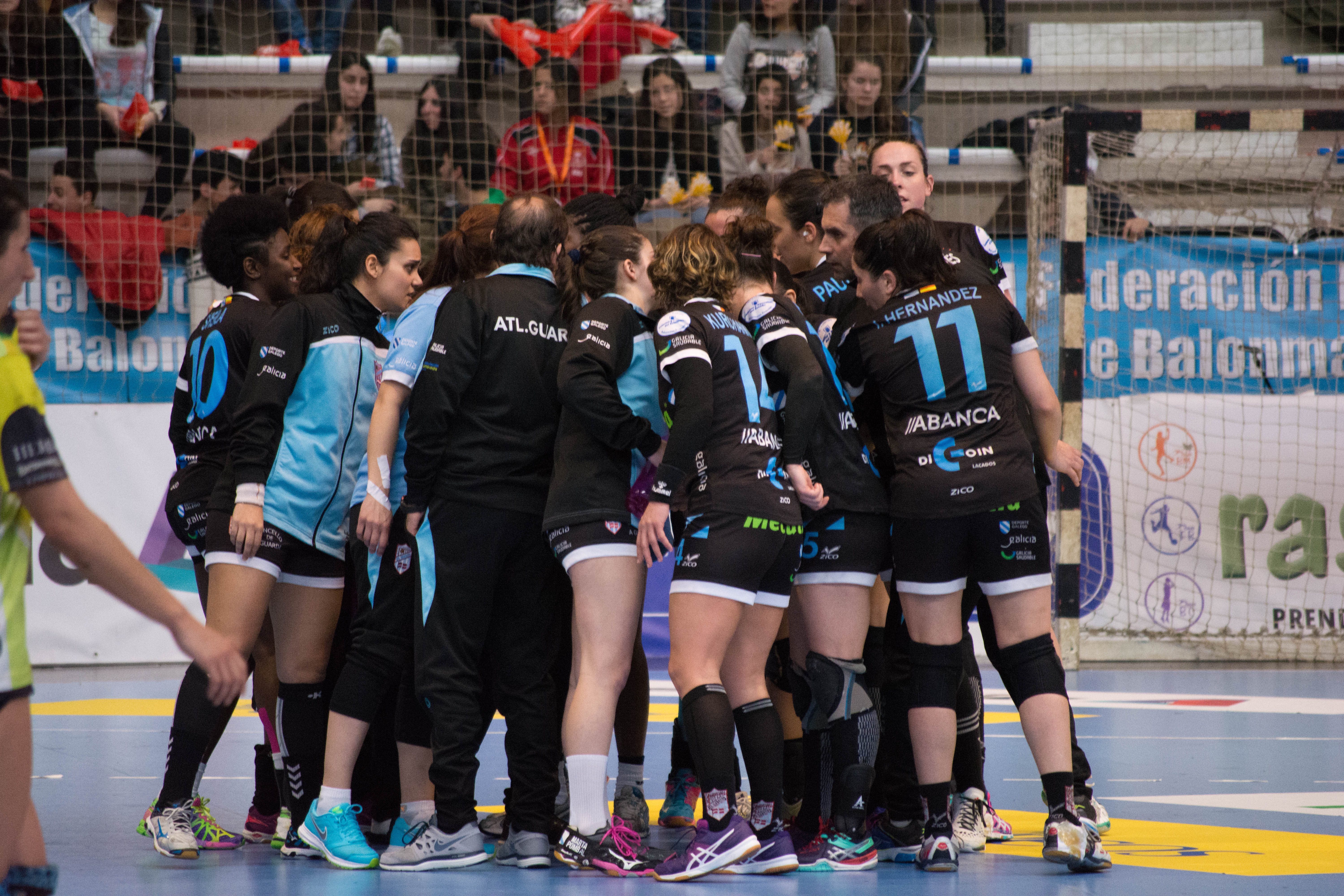
Le club lors d'un temps-mort en 2016

Le Club Balomano Atlético Guardés, est un club espagnol de handball basé à A Guarda,, dans la province de Pontevedra, fondé en 1967. Il évolue au plus haut niveau national, la Liga Honor.

## Palmarès
- Coupe européenne (C4) :
  - Vice-champion (1) en 2023

- Championnat d'Espagne (1) :
  - Vainqueur (1) en 2017
  - Deuxième (2) en 2018, 2021
  - Troisième (4) en 2015, 2016, 2019, 2020
- Coupe de la Reine :
  - Finaliste (1) en 2022